# 斯科特山

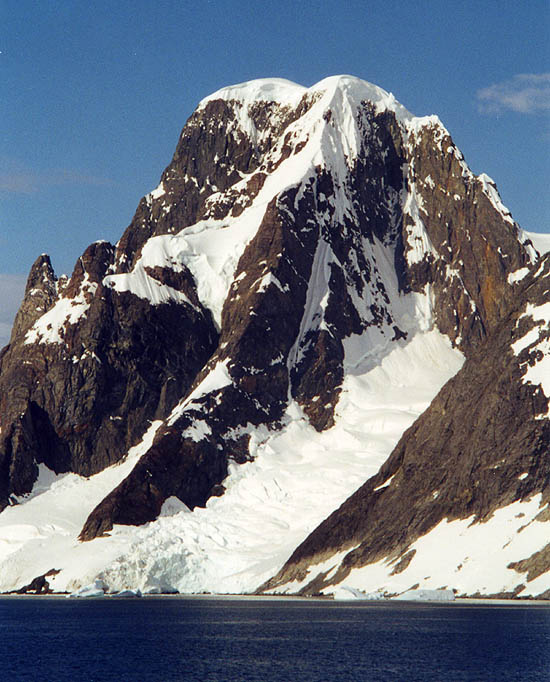

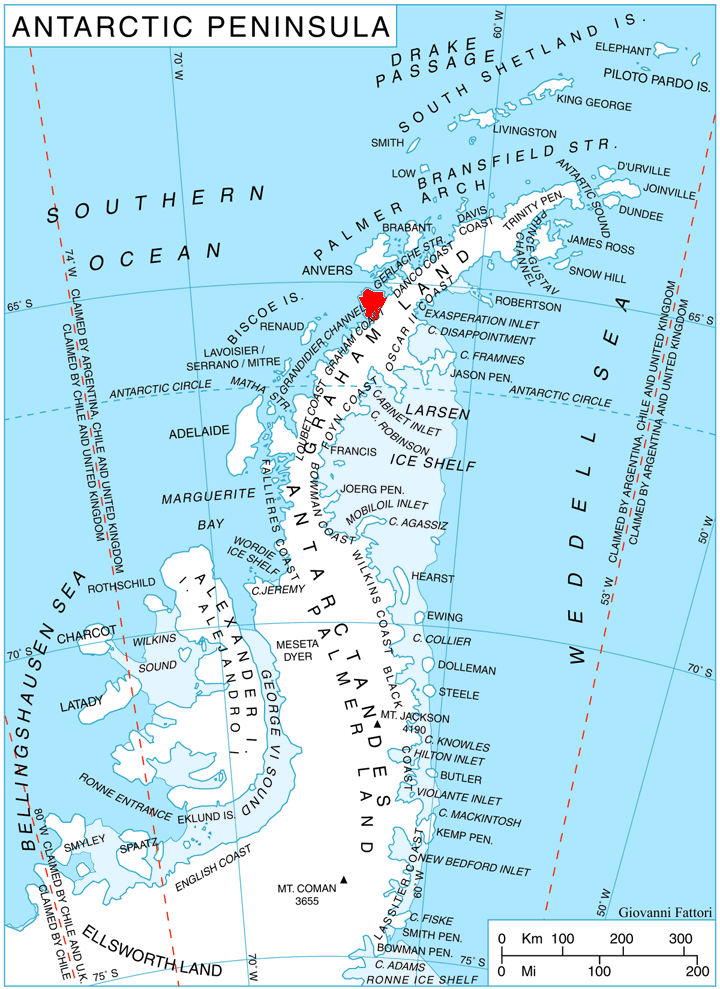

斯科特山（英語：Mont Scott）是南極洲的山峰，位於葛拉漢地西岸，處於基輔半島，由讓-巴蒂斯特·夏古率領的法國探險隊繪入地圖，以英國探險家羅伯特·斯科特命名。

## 外部連結
- SCAR Composite Gazetteer of Antarctica（页面存档备份，存于）.

65°09′S 064°03′W / 65.150°S 64.050°W